# Crnogorska novinska izdanja
Novinska izdanja su vid informiranja i zabave javnosti putem papirnatih izdanja. Novinska izdanja koja izlaze svakodnevno popularno se zovu novine, jer im je težište na vijestima, novostima ili novinama. Novinska izdanja koja izlaze tjedno, svaka dva tjedna, mjesečno ili još rjeđe zovemo upravo tako: tjednik, polumjesečnik, mjesečnik, i njihovo je težište na komentarima, slikovnim prilozima u boji i zabavi javnosti.

## Dnevne novine
Dnevne novine u Crnoj Gori (abecednim redom):
- Pobjeda, Podgorica
- Dnevne novine (od 10. listopada 2011.)[1][2][3]
- Dan, Podgorica
- Vijesti, Podgorica
- PCNEN, elektronske novine, Podgorica

- športske
- Arena, Podgorica

Prestale izlaziti:
- Republika (mjesto izlaženja ?), prvo su se zvale Publika, izlazile do 2008.[1]

## Tjednici, polumjesečnici i mjesečnici
Tjednici, polumjesečnici i mjesečnici u Crnoj Gori su:
- Pljevaljske novine
- Bjelopoljske novine
- Monitor

- računalno orijentirani

- orijentirani ženskom spolu

## Poveznice
- radio u Crnoj Gori
- televizija u Crnoj Gori
- internet u Crnoj Gori